# 해운대구의회
해운대구의회는 부산광역시 해운대구 지역을 관할하는 기초의회이다.